# 神速丸

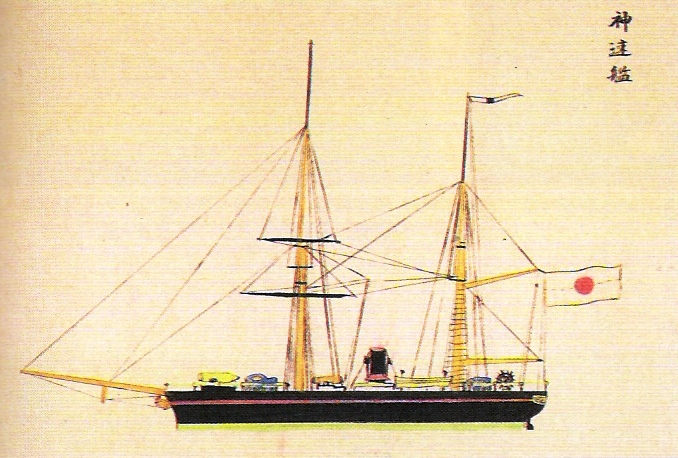
神速丸

神速丸（しんそくまる）は、幕末期に江戸幕府が所有していた運送船。アメリカ船時代の船名は「ミーティア」(Meteor、隕石という意味)。
1861年にアメリカ・シャムロで建造、幕府が47,500ドルで購入し、元治元年2月6日（1864年3月13日）に箱館で受領した。
慶応4年(1868年)の戊辰戦争、同年4月11日の江戸城無血開城によって幕府が瓦解し、明治政府への譲渡が約束されていたが、海軍副総裁榎本武揚はこれを拒否して8月19日に品川沖を脱走、仙台を経て蝦夷地へ渡航した。神速丸は蝦夷地到着後、旧幕府軍が箱館を占拠したのを見届けて箱館港へ入港、そのまま待機していた。11月15日開陽丸が江差沖で座礁したと言う知らせを受けて、回天丸と共に急ぎ救助に向かったものの、開陽丸と同じく江差の風浪(タバ風)に煽られて座礁、沈没してしまった。
排水量250トン、長さ41.6m、幅5.1m、機関出力45から90馬力。